# Дзосотин Елисун
Дзосотин Елисун (Курбантонгут) (на китайски: 古爾班通古特沙漠; на пинин: Gǔ'ěrbāntōnggǔtè Shāmò; на казахски: Құрбантұңғыт шөлі) е пясъчна пустиня в Северозападен Китай, в Синдзян-уйгурския автономен регион, заемаща централните части на Джунгарската равнина. Площта ѝ е около 45 000 km², като около 38 000 km² са заети от подвижни пясъчни дюни и бархани, а останалата територия – от такири и пясъчно-чакълести равнини. Дюните са разположени предимно в меридионално направление с височина до 30 m (в северните части на пустинята на места до 80 – 100 m), със стръмни източни и полегати (често обрасли със саксаул и пелин) западни склонове. В районите заети с такири има малки участъци, заети от тамариск. Районът целогодишно се използва за паша на овце и камили. През западната ѝ част преминава участък от големия напоителен канал от река Иртиш на север до град Урумчи на юг.